# 張倉連
張倉連（1892年—1950年），世居宜蘭礁溪，教授私塾為生。曾與縣內林才添（曾任宜蘭縣縣長）、陳進東（曾任宜蘭縣縣長）等仕紳共組詩社。曾任臺北縣參議員、礁溪鄉鄉長，卒於任內。子女曾回憶道：「倉連公常於颱風過後（房屋傾倒者無數），交代家人煮粥賑災、招呼鄉人用餐。倉連公早逝，子女皆幼，未保留詩稿。」
縣誌記載：「張氏出身貧寒，但勤勉好學，拜前清秀才蔡旺璋為師，往後在奇力丹和四城等地方傳授四書五經。張氏個性急公好義，不畏權勢，為人主持公道，聲譽卓著。昭和13年（1938）開始擔任保正、庄協議員等多項公職，並參加蔣渭水創辦之台灣文化協會，積極宣導抗日思想。戰後，民國35年（1946）當選為台北縣參議員，民國37年（1948）12月當選第二任礁溪鄉長，不幸於任期中逝世。」

## 外部連結
- 宜蘭縣人物誌-張倉連 （页面存档备份，存于）